# ポトプランス郡

ポトプランス郡
Pòtoprens

ポトプランス郡（ポトプランスぐん、ハイチ語: Pòtoprens）またはポルトープランス郡（フランス語: Port-au-Prince）はハイチ南東部、西県南部の郡。北東にクワデブーケ郡、北のラゴナーブ湾の対岸にラカイエ郡、北西の沖にラゴナーヴ島（ラゴナーヴ郡）が位置し、南東に南東県ベランス郡、南にジャクメル郡、西にレヨガーヌ郡と接する。
人口は約276万人（2015年推定）で42つの郡の中で最も多い。中部にポトプランス（ポルトープランス）、北にシテ・ソレイユ、北東にタバーとデルマ、東部にペシオンヴィル、南部にケンスコフ、西部にカルフールとグレシエの8つのコミーンが置かれている。郵便番号は61から始まる。

## 脚註
1. 1 2 3  “Haiti: administrative units, extended”.   GeoHive.com. 2016年10月5日時点のオリジナルよりアーカイブ。2021年8月10日閲覧。
2. ↑  “POPULATION TOTALE, POPULATION DE 18 ANS ET PLUS MÉNAGES ET DENSITÉS ESTIMÉS EN 2015” (pdf).   Institut Haïtien de Statistique et d’Informatique (IHSI). pp. 16 - 17 (2015年3月). 2021年8月10日閲覧。